# Schuluniformen in Japan
Die Schuluniform ist in Japan an den dortigen Privatschulen vorgeschrieben. Sowohl für Jungen als auch für Mädchen hat die Schuluniform europäische Vorbilder.

## Vorkommen
Da die weiterführenden Schulen in Japan zum größten Teil Privatschulen sind, tragen fast alle Schüler ab der 7. Klasse Schuluniformen. Nur in der (überwiegend staatlichen) Grundschule, die in Japan bis zur sechsten Klasse dauert, sind die meisten Schüler davon befreit.

## Gakuran(Jungen)

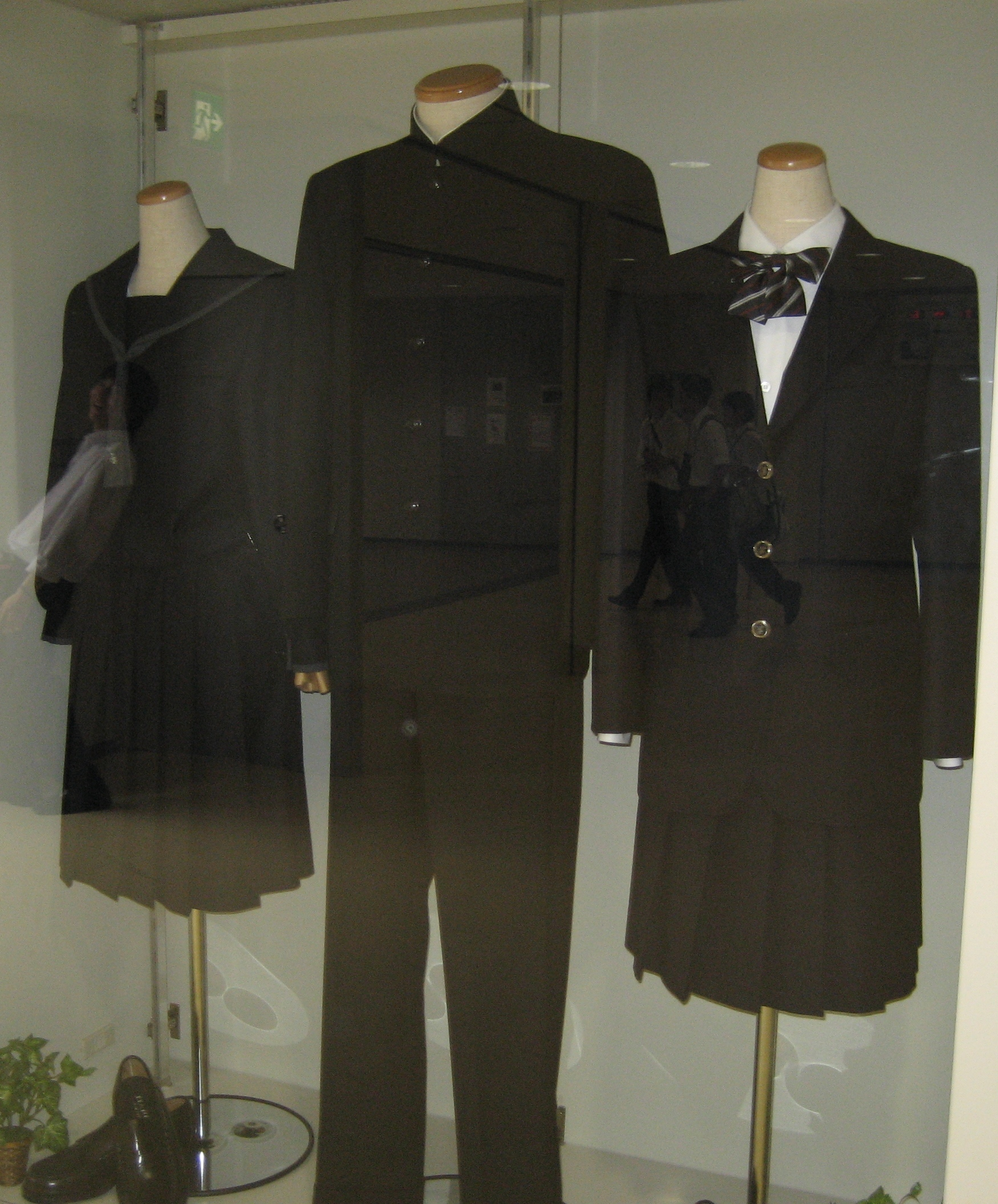
Sailorfuku, Gakuran und Blazer

Gakuran (jap. 学らん bzw. 学ラン) nennt man die japanische Schuluniform für Jungen in der Mittel- und Oberschule. Die Jacke und die lange Hose ist meist schwarz, teilweise auch dunkelblau, das Hemd meist weiß. Die Jacke hat meist goldene Knöpfe. Charakteristisch ist der enge Kragen. Dies liegt daran, dass die Grundform von der japanischen Uniform des Heeres abgeleitet wurde, die wiederum auf preußischen Vorbildern basiert.
Der Name Gakuran setzt sich zusammen aus den Abkürzungen von gakkō (学校 = Schule) und randa (らんだ). Letzterer Begriff stammt aus der Edo-Zeit und ist vermutlich wiederum eine Abkürzung von Oranda (和蘭, port. Holanda = Holland) und bedeutet „europäische Kleidung“.

## Sailorfuku(Mädchen)

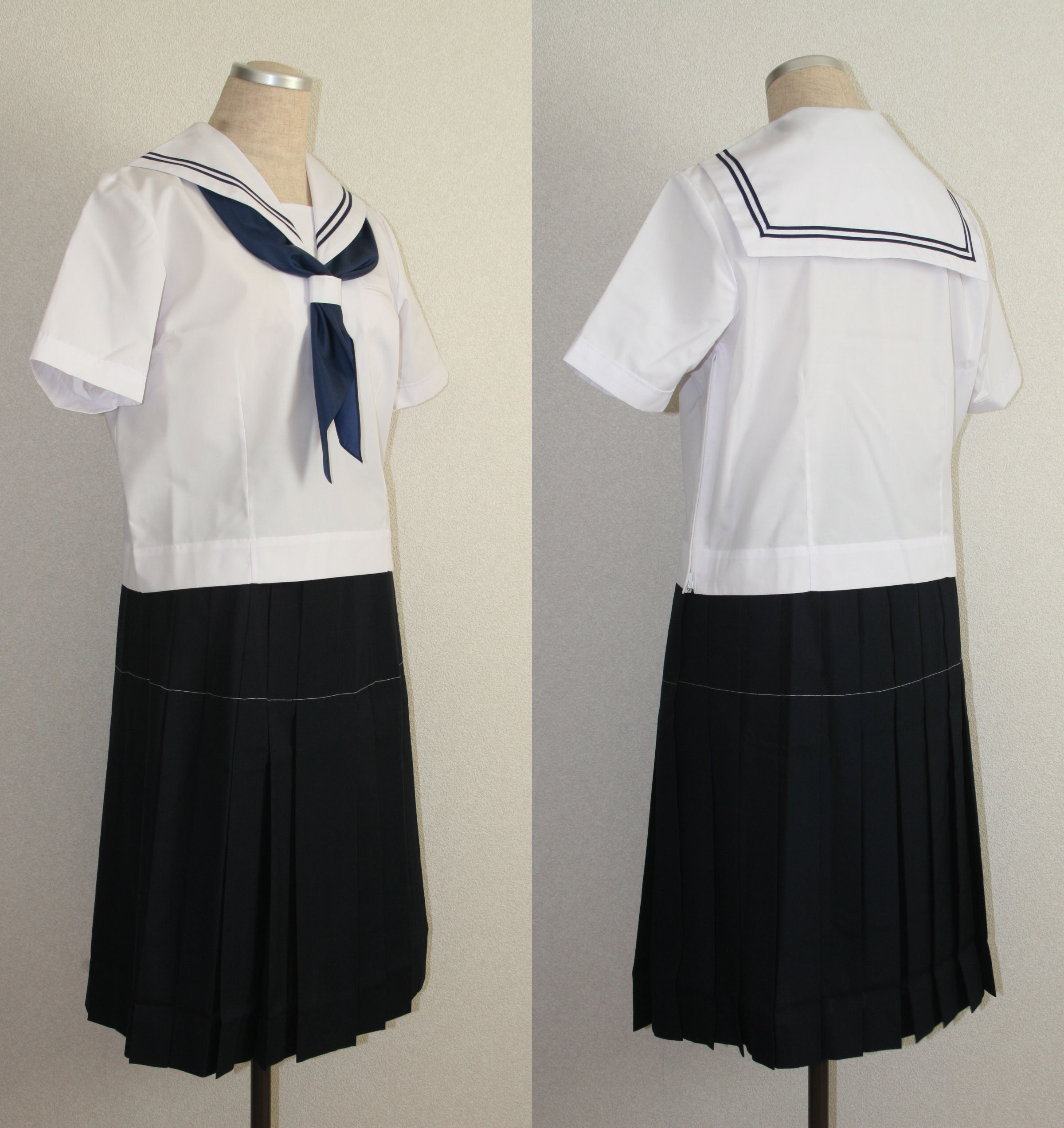
Sommeruniform

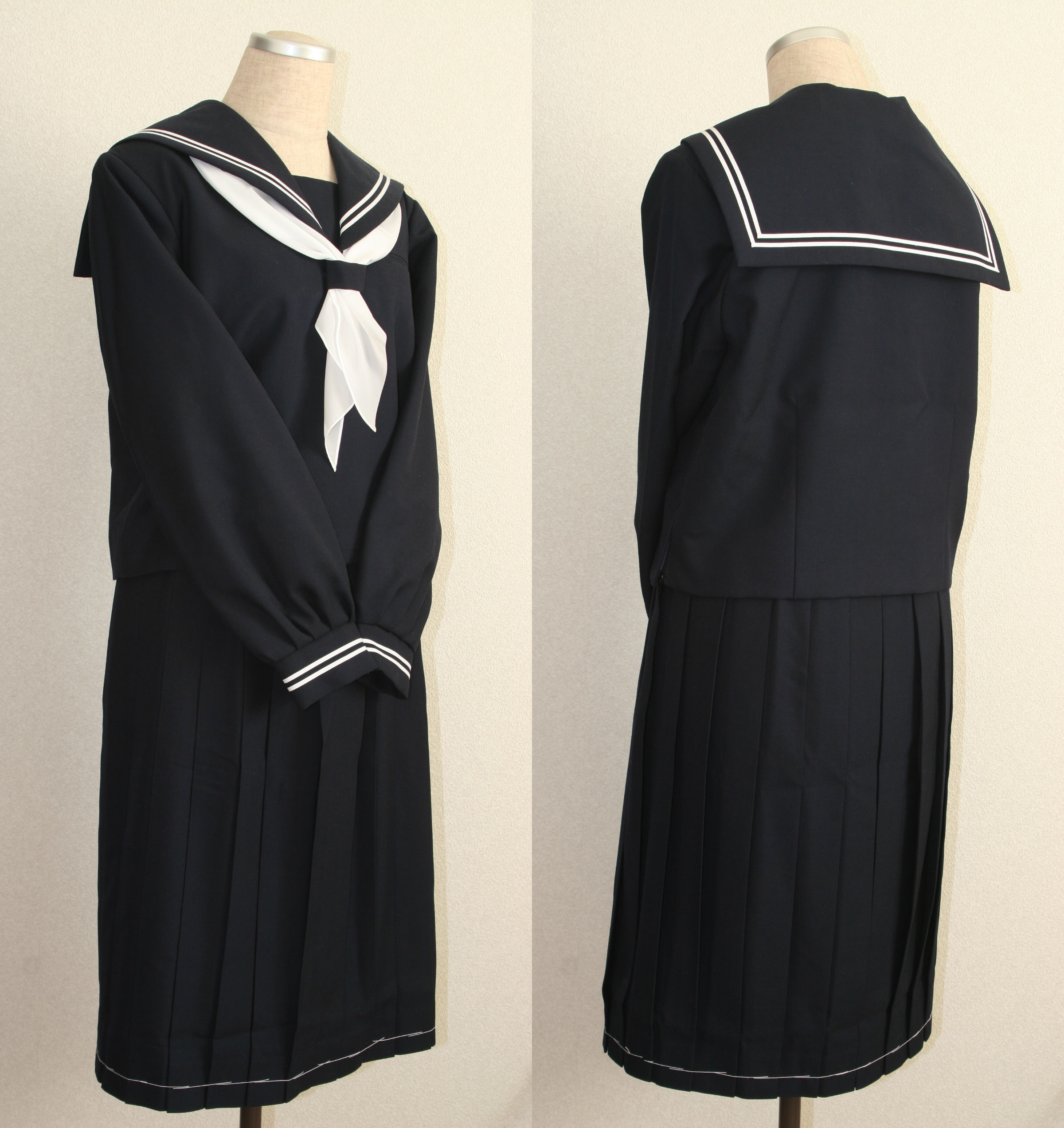
Winteruniform

An vielen japanischen Mittel- und Oberschulen tragen die Mädchen als Schuluniform einen Matrosenanzug (セーラー服, sērāfuku). Zum ersten Mal wurde er 1921 in der Mädchenakademie Fukuoka (福岡女学院, Fukuoka jogakuin) von der Direktorin Elisabeth Lee nach dem Vorbild ihrer Sportkleidung in Großbritannien eingeführt. Bald fand die Matrosenkleidung als Schuluniform für Mädchen landesweit Verbreitung, während sich die Schuluniform der Jungen meist an der (preußischen) Heeresuniform orientierte. Klassischerweise sind Matrosenhemd und Rock abgesehen von den weißen Streifen durchgängig in einem dunklen Blau gehalten; heutzutage sind die Schuluniformen meist farbenfroher, wobei die Farben Dunkelblau, Weiß und Grau dominieren.
In den 1980er Jahren kam die Modeerscheinung auf, die Röcke so lang zu tragen, dass sie bis zum Boden reichten. Da diese Mode als Unsitte angesehen wurde und die langen Röcke manchen „wie ein billiger Vorhang“ erschienen, wurden kurze, meist karierte Röcke eingeführt. Das Matrosenhemd wurde teilweise durch Blazer ersetzt, so dass es heute die Matrosen- und die Blazer-Fraktion gibt. Der kurze Rock wird heute gerne als Minirock getragen.

### Matrosenanzüge in der Populärkultur
Einen gewissen Bekanntheitsgrad hat die japanische Matrosenkleidung in Deutschland vor allem durch Manga und Anime erhalten. Sie kommt unter anderem in stilisierter Form (Sailor Moon) oder als Schuluniform (z. B. bei Kagome in Inu Yasha, Kazuha in Detektiv Conan) vor.
Mitglieder vieler japanischer Girlgroups tragen bei ihren Auftritten Sailorfuku. Als Wegbereiter gilt die Idol-Gruppe AKB48, welche das Tragen stilisierter Schuluniformen populär machte (siehe Japanisches Idol#Kostüme).

## Schuluniform als Fetisch
Die Fixierung einiger japanischer Männer auf jugendliche Frauen als Sexsymbol hat dazu geführt, dass Stripperinnen und Hostessen in vielen Bars Schuluniformen tragen, selbst wenn die Trägerin längst jenseits der 30 ist. Eine ganze Reihe von Pornodarstellerinnen ist darauf spezialisiert, in den Filmen als Schulmädchen aufzutreten.